# Liste der Musikschulen in Litauen
Die Liste der Musikschulen in Litauen beinhaltet die musikalischen Ausbildungsstätten in Litauen.

## Chorschulen
Knaben
- Ąžuoliukas
- Dagilėlis
- Varpelis

Mädel
- Liepaitės

## Gymnasien
- Eduardas-Balsys-Kunstgymnasium Klaipėda
- Juozas-Naujalis-Musikgymnasium Kaunas

## Konservatorien
- Stasys-Šimkus-Konservatorium Klaipėda
- Juozas-Gruodis-Konservatorium Kaunas
- Juozas-Tallat-Kelpša-Konservatorium Vilnius